# Gerhard af Schultén
Cay Gerhard af Schultén (né le 24 avril 1938 Helsinki) est un juriste et une personnalité politique social-démocrate finlandaise.

## Biographie
De 1970 à 1978, il est conseiller législatif au Ministère de la Justice de Finlande.
De 1978 à 1991, il est médiateur pour les affaires de consommation.
Il fait partie de la délégation civile de Tarja Halonen.
De 1987 à 1989, il préside le Conseil nordique.
De 1991 à 2005, af Schultén travaille dans deux cabinets d'avocat, depuis 1993, comme avocat.
Son épouse Pauliine Koskelo est magistrate et a été présidente de la Cour suprême de Finlande.

## Publications
- (fi) P Koski, G af Schultén, Osakeyhtiölaki selityksin: Luvut 10-16, Lakimiesliiton kustannus, 1991
- (fi) G. af Schultén, Osakeyhtiölain kommentaari: Luvut 1-8. I., Talentum, 2003